# 粒度分佈
粒度分佈（英語：Particle-size distribution；PSD）是指被测的颗粒群（样品）中的各种尺寸颗粒占总颗粒的百分比。。材料粒度分佈對理解其物理和化學性質相當重要。它影響岩石和土壤的強度和承載特性，也會影響參與化學反應的固體的反應性，因此在許多工業產品（例如打印機碳粉，化妝品和藥品）中都需要嚴格控制。

## 公式
设第i档的粒径区间为[xi-1，xi），则该档的平均粒径为{\displaystyle {\overline {x}}_{i}={\sqrt {{x}_{i-1}{x}_{i}}}}。设粒径处在该档范围的颗粒个数为Ni，则该档上的颗粒体积为{\displaystyle N_{i}{{\overline {x}}_{i}}^{3}}（粒径分布只关注相对含量，系数对最终结果没有影响，为简洁起见，此处省略了常数π/6），所有粒径档上的颗粒总体积为
{\displaystyle V=\sum _{i=1}^{n}N_{i}{{\overline {x}}_{i}}^{3}}
故第j档上颗粒的体积占颗粒总体积的比例为
{\displaystyle v_{j}={\cfrac {N_{j}{{\overline {x}}_{j}}^{3}}{V}}}
式中，j=1,2,3，…,n。如此，数列（v1,v2,v3,…,vn）就组成了以体积计量的粒度分布。
同理，以颗粒个数计的粒度分布为
{\displaystyle v_{i}={\cfrac {N_{i}}{\sum _{j=1}^{n}N_{j}}}}
按表面积计的粒度分布为
{\displaystyle v_{i}={\cfrac {N_{i}{{\overline {x}}_{i}}^{2}}{{\sum _{j=1}^{n}N_{j}{\overline {x}}_{j}}^{2}}}}

## 粒度分布表
粒度分布通常也以粒度分布表格或/及粒度分布曲线的形式给出。